# Alexandre Louzada
Alexandre de Mendonça Louzada, mais conhecido como Alexandre Louzada (Niterói, 15 de dezembro de 1957), é um carnavalesco brasileiro. Em 2011, ganhou os carnavais do Rio e São Paulo e em 2017 tornou-se o único carnavalesco campeão do carnaval carioca em quatro grandes escolas de samba diferentes. Atualmente é carnavalesco da Águia de Ouro.

## Carreira
Iniciou sua trajetória na Portela. Em seguida, teve passagens pela Cabuçu, Cubango, Rocinha, Camisa Verde e Branco, Inocentes de Belford Roxo, Unidos da Ponte, Caprichosos, Estácio, Mangueira, onde conquistou seu primeiro título no Grupo Especial com o enredo Chico Buarque da Mangueira. Trabalhou também na Grande Rio, União da Ilha, Porto da Pedra e Vila Isabel. Na última conquistou onde no carnaval 2006, com o enredo Soy loco por ti, América - A Vila canta a latinidade, patrocinado pela estatal PDVSA.
Com o convite de Laíla, Alexandre Louzada foi para a Beija-Flor. Lá, já no primeiro ano, foi campeão com o enredo Áfricas: do Berço Real à Corte Brasiliana, tema de sua autoria. No carnaval 2008, foi campeão mais uma vez. O enredo em questão fora Macabapá: Equinócio Solar, viagem fantástica ao meio do mundo. Em 2011, foi o grande campeão do carnaval, pois conquistou o título pela Vai-Vai, em São Paulo, e pela Beija-Flor, respectivamente com homenagens ao maestro João Carlos Martins e ao cantor Roberto Carlos. Desligou-se da agremiação de Nilópolis no ano seguinte mesmo após ter conquistado três títulos. Começou a ser disputado por Mangueira, Imperatriz e Mocidade. Assim que foi oficialmente divulgada sua saída da Beija-Flor, foi convidado a ser carnavalesco da Mocidade. Além disso, Louzada também esteve como carnavalesco da Viradouro e permaneceu na Vai-Vai em 2012.
Em 2013, continuou como carnavalesco da Mocidade Independente de Padre Miguel, desenvolvendo o enredo sobre o Rock in Rio. Além disso, continuou no Carnaval de São Paulo, desenvolvendo projetos pela Império de Casa Verde. Após o resultado ruim com a Mocidade em 2013, Louzada em comum acordo, deixou a escola, e retornou a Portela.
Em 2015, retornou a Vai-Vai, onde voltou a ganhar novamente o Carnaval paulistano e permaneceu na Portela, apresentando um enredo sobre os 450 anos do Rio de Janeiro. Em 2016, Louzada retornou a Mocidade. Dessa vez, ele dividiu a função com Edson Pereira. Se transferiu no Carnaval Paulista, dessa vez para Vila Maria e também atuou em Macapá, pela Piratas da Batucada. Retornou a Mocidade Independente de Padre Miguel, onde conquistou o título em 2017 numa homenagem a Marrocos, onde a escola só foi proclamada após um erro de um jurado, mas saindo da agremiação de Padre Miguel, depois do carnaval 2019 para retornar a Beija-Flor.
Após anunciar a continuidade do carnaval de 2020 da escola de samba Unidos de Vila Maria, anunciou o seu desligamento da escola "Venho muito respeitosamente comunicar à todos os segmentos da Unidos de Vila Maria o meu desligamento como carnavalesco da escola, motivado por divergências de ponto de vista sobre a condução do projeto do carnaval de 2020". Pela Beija-Flor realizou um desfile satisfatório e trouxe a escola de volta ao desfile das campeãs, já que em 2019, por conta da péssima colocação da escola de Nilópolis (11º lugar), ela havia ficado de fora. Com o tema "Se essa rua fosse minha", Louzada recuperou o luxo que faltava à escola no ano anterior, mas a escola pecou em evolução e enredo, o que acabou dando ao carnavalesco uma boa quarta colocação. Renovou com a escola para o carnaval de 2021 e anunciou o enredo "Empretecer o pensamento é ouvir a voz da Beija-Flor", com uma temática antirracista.  Após o vice-campeonato da agremiação de Nilópolis, Louzada renovou para mais um ano à frente dos trabalhos, desta vez contando com a ajuda de André Rodrigues. Trazendo o tema da Independência da Bahia, a escola ficou com um 4º lugar e se desligou do carnavalesco pouco depois.
Três dias após ser dispensado pela agremiação de Nilópolis, Alexandre Louzada foi anunciado como novo carnavalesco da Unidos da Tijuca, sendo esta a sua primeira passagem pela escola do Borel.

## Carnavais
Abaixo, a lista de desfiles assinados por Alexandre Louzada.
| Ano  | Escola                 | Colocação              | Divisão                | Enredo | Ref           |
| ---- | ---------------------- | ---------------------- | ---------------------- | --- | ------------- |
| 1985 | Portela                | 4.º lugar              | Grupo 1A (RJ)          | Recordar é viver                                                                                          |               |
| 1986 | Portela                | 4.º lugar              | Grupo 1A (RJ)          | Morfeu no carnaval, a utopia brasileira                                                                   |               |
| 1987 | União da Ilha          | 9.º lugar              | Grupo 1 (RJ)           | Extra! Extra!                                                                                             |               |
| 1988 | Cabuçu                 | 13.º lugar             | Grupo 1 (RJ)           | O mundo mágico dos Trapalhões                                                                             |               |
| 1989 | Cubango                | 4.º lugar              | Grupo 3 (RJ)           | Dançada                                                                                                   |               |
| 1990 | Caprichosos            | 13.º lugar             | Especial RJ            | Com a boca no mundo                                                                                       |               |
| 1990 | Unidos da Ponte        | 3.º lugar              | Grupo A (RJ)           | Robauto... uma ova                                                                                        |               |
| 1991 | Caprichosos            | 10.º lugar             | Especial RJ            | Terceiro Milênio, em busca do juízo afinal                                                                |               |
| 1992 | Caprichosos            | 11.º lugar             | Especial RJ            | Brasil feito à mão - Do barro ao carnaval                                                                 |               |
| 1992 | Unidos da Ponte        | Vice-campeã            | Grupo A (RJ)           | Da cor do pecado                                                                                          |               |
| 1993 | Grande Rio             | 9.º lugar              | Especial RJ            | No mundo da lua                                                                                           |               |
| 1994 | Estácio                | 13.º lugar             | Especial RJ            | S.A.A.R.A… A Estácio chegou no lê lê lê de Alalaô                                                         |               |
| 1995 | Camisa Verde e Branco  | 3º. lugar              | Especial SP            | Do palco ao asfalto - O resumo da ópera                                                                   |               |
| 1995 | Rocinha                | 4.º lugar              | Grupo A (RJ)           | Sem medo de ser feliz                                                                                     |               |
| 1996 | Caprichosos            | 15.º lugar (Rebaixada) | Especial RJ            | Samba, sabor e Chocolate                                                                                  |               |
| 1997 | Grande Rio             | 10.º lugar             | Especial RJ            | Madeira-Mamoré, a volta dos que não foram… Lá no Guaporé                                                  |               |
| 1998 | Mangueira              | Campeã                 | Especial RJ            | Chico Buarque da Mangueira                                                                                |               |
| 1999 | Mangueira              | 7.º lugar              | Especial RJ            | O século do samba                                                                                         |               |
| 1999 | Cubango                | 8.º lugar              | Grupo A (RJ)           | Tempero, uma pitada na história                                                                           |               |
| 2000 | Mangueira              | 7.º lugar              | Especial RJ            | Dom Obá II - Rei dos esfarrapados, príncipe do povo                                                       |               |
| 2000 | Inocentes              | 5.º lugar              | Grupo A (RJ)           | Petrópolis - Roxo de amor por você                                                                        |               |
| 2001 | Portela                | 9.º lugar              | Especial RJ            | Querer é poder                                                                                            |               |
| 2001 | Inocentes              | 11.º lugar             | Grupo A (RJ)           | Região dos Lagos - A Inocentes é folia na terra do sol e do sal                                           |               |
| 2002 | Portela                | 8.º lugar              | Especial RJ            | Amazonas, esse desconhecido! (Delírios e verdades do Eldorado Verde)                                      |               |
| 2003 | Portela                | 8.º lugar              | Especial RJ            | Ontem, hoje, sempre Cinelândia - O samba entre em cena na Broadway brasileira                             |               |
| 2004 | Porto da Pedra         | 11.º lugar             | Especial RJ            | Sou tigre, sou porto, da pedra à internet - mensageiro da história da vida do leva-e-traz                 |               |
| 2005 | Porto da Pedra         | 7.º lugar              | Especial RJ            | Carnaval - Festa Profana                                                                                  |               |
| 2006 | Vila Isabel            | Campeã                 | Especial RJ            | Soy loco por ti, America: a Vila canta a latinidade                                                       |               |
| 2007 | Beija-Flor             | Campeã                 | Especial RJ            | Áfricas: do berço real à corte brasiliana                                                                 |               |
| 2007 | Cubango                | 7.º lugar              | Grupo A (RJ)           | De fio a fio na Real, pa-ra-lá, pa-ra-alí - Paracambi                                                     |               |
| 2008 | Beija-Flor             | Campeã                 | Especial RJ            | Macapaba: Equinócio solar, viagens fantásticas ao meio do mundo                                           |               |
| 2009 | Beija-Flor             | Vice-campeã            | Especial RJ            | No chuveiro da alegria, quem banha o corpo, lava a alma na folia                                          |               |
| 2009 | Unidos do Herval       | 3.º lugar              | Joaçaba                | O papel do papel                                                                                          |               |
| 2009 | São Clemente           | 4.º lugar              | Grupo A (RJ)           | O beijo moleque da São Clemente                                                                           |               |
| 2010 | Beija-Flor             | 3.º lugar              | Especial RJ            | Brilhante ao sol do Novo Mundo, Brasília: do sonho à realidade, a Capital da esperança                    |               |
| 2010 | União de Jacarepaguá   | 5.º lugar              | Grupo Rio de Janeiro 1 | Da morada da esperança ao grande palco do sambista, somos todos iguais nesta noite, somos todos artistas  |               |
| 2011 | Beija-Flor             | Campeã                 | Especial RJ            | A Simplicidade de um Rei                                                                                  |               |
| 2011 | Vai-Vai                | Campeã                 | Especial SP            | A música venceu                                                                                           |               |
| 2011 | União de Jacarepaguá   | 6.º lugar              | Grupo B (RJ)           | Feijoada – mistura e tempero, da cor do samba, sabor brasileiro                                           |               |
| 2012 | Mocidade               | 9.º lugar              | Especial RJ            | Por ti, Portinari, rompendo a tela, a realidade                                                           |               |
| 2012 | Vai-Vai                | 3.º lugar              | Especial SP            | Mulheres que brilham                                                                                      |               |
| 2012 | Viradouro              | 5.º lugar              | Grupo A (RJ)           | A vida como ela é, bonita mas ordinária... Assim falou Nelson Rodrigues                                   |               |
| 2013 | Mocidade               | 11.º lugar             | Especial RJ            | Eu vou de Mocidade com Samba e Rock in Rio, por um mundo melhor                                           |               |
| 2013 | Império de Casa Verde  | 5.º lugar              | Especial SP            | Pra todo mal a cura... quem canta seus males espanta!                                                     |               |
| 2014 | Portela                | 3.º lugar              | Especial RJ            | Um Rio de mar a mar. Do Valongo à glória de São Sebastião                                                 |               |
| 2014 | Império de Casa Verde  | 8.º lugar              | Especial SP            | Sustentabilidade: Construindo um mundo novo                                                               |               |
| 2015 | Portela                | 5.º lugar              | Especial RJ            | ImaginaRio, 450 janeiros de uma cidade surreal                                                            |               |
| 2015 | Vai-Vai                | Campeã                 | Especial SP            | Simplesmente Elis - A fábula de uma voz na transversal do tempo                                           |               |
| 2016 | Mocidade               | 10.º lugar             | Especial RJ            | O Brasil de La Mancha - Sou Miguel, Padre Miguel. Sou Cervantes, Sou Quixote Cavaleiro, Pixote Brasileiro |               |
| 2016 | Vila Maria             | 5.º lugar              | Especial SP            | A Vila mais famosa é a mais bela, Ilha bela da fantasia                                                   |               |
| 2017 | Mocidade               | Campeã                 | Especial RJ            | As mil e uma noites de uma 'Mocidade' pra lá de Marrakech                                                 |               |
| 2017 | Vai-Vai                | 3.º lugar              | Especial SP            | No Xirê do Anhembi, a Oxum mais bonita surgiu... Menininha, mãe da Bahia - Ialorixá do Brasil             |               |
| 2018 | Mocidade               | 6.º lugar              | Especial RJ            | Namastê... a estrela que habita em mim, saúda a que existe em você                                        |               |
| 2018 | Vai-Vai                | 10.º lugar             | Especial SP            | Sambar com fé eu vou                                                                                      |               |
| 2019 | Mocidade               | 6.º lugar              | Especial RJ            | Eu sou o tempo. Tempo é vida                                                                              |               |
| 2019 | Vila Maria             | 4.º lugar              | Especial SP            | Nas asas do grande pássaro o voo da Vila Maria ao império do sol                                          |               |
| 2020 | Beija-Flor             | 4.º lugar              | Especial RJ            | Se essa rua fosse minha…                                                                                  | [ 15 ] [ 16 ] |
| 2022 | Beija-Flor             | Vice-campeã            | Especial RJ            | Empretecer o pensamento é ouvir a voz da Beija-Flor                                                       |               |
| 2023 | Beija-Flor             | 4.º lugar              | Especial RJ            | Brava Gente! O grito dos excluídos no Bicentenário da Independência                                       |               |
| 2024 | Unidos da Tijuca       | 11.º lugar             | Especial RJ            | O Conto de Fados                                                                                          |               |
| 2025 | Unidos de Padre Miguel | 12.º lugar (Rebaixada) | Especial RJ            | Egbé Iyá Nassô                                                                                            | [ 17 ]        |
| 2026 | Águia de Ouro          |                        | Especial SP            | Mokun Amsterdã, o vôo da águia pela cidade libertária                                                     | [ 18 ]        |

## Títulos e estatísticas
| Divisão         | Divisão | Campeonato | Ano                                | Vice | Ano        | Terceiro lugar | Ano              |
| --------------- | ------- | ---------- | ---------------------------------- | ---- | ---------- | -------------- | ---------------- |
| Grupo Especial  | RJ      | 6          | 1998, 2006, 2007, 2008, 2011, 2017 | 2    | 2009, 2022 | 2              | 2010, 2014       |
| Grupo Especial  | SP      | 2          | 2011, 2015                         | 0    | -          | 3              | 1995, 2012, 2017 |
| Segunda Divisão | RJ      | 0          | -                                  | 1    | 1992       | 1              | 1990             |

## Premiações
- Gato de Prata

1. 2012 - Melhor enredo (Mocidade - "Por ti, Portinari, Rompendo a Tela, a Realidade") [19]
2. 2017 - Melhor carnavalesco (Mocidade) [20]

- Plumas & Paetês Cultural

1. 2005 - Melhor figurinista (Porto da Pedra) [21]
2. 2006 - Melhor carnavalesco (Vila Isabel) [22]
3. 2007 - Melhor carnavalesco (Beija-Flor) [23]
4. 2012 - Melhor historiador/pesquisador (Mocidade) [24]
5. 2017 - Melhor carnavalesco (Mocidade) [25]
6. 2025 - Melhor figurinista (Unidos de Padre Miguel) [26]

- Prêmio SRzd

1. 2017 - Melhor carnavalesco (Mocidade) [27]

- S@mba-Net

1. 2006 - Prêmio Especial [28][29]

- Samba É Nosso

1. 2012 - Melhor conjunto de fantasias (Viradouro) [30]

- Troféu Apoteose

1. 2006 - Melhor carnavalesco (Vila Isabel) [31]